# 910 Anneliese
910 Anneliese је астероид главног астероидног појаса са пречником од приближно 47,07 .
Афел астероида је на удаљености од 3,374 астрономских јединица (АЈ) од Сунца, а перихел на 2,474 АЈ. 
Ексцентрицитет орбите износи 0,153, инклинација (нагиб) орбите у односу на раван еклиптике 9,255 степени, а орбитални период износи 1826,791 дана (5,001 година). 
Апсолутна магнитуда астероида је 10,30 а геометријски албедо 0,060.
Астероид је откривен 1. марта 1919. године.